# Hiperdialektizmus
A hiperdialektizmus (azaz tulajdonképpen egy másik dialektus túlzott utánzása) a túláltalánosítás (hiperadaptáció) egyik alfaja, amikor is az egyik nyelvváltozat beszélői megkísérlik átvenni egy másik (nemsztenderd) dialektus jellegzetességeit, de a két változat közötti megfeleléseket túláltalánosítják. Például a nem ö-ző nyelvjárások beszélői gyakran olyankor is ö-t ejtenek az ö-ző nyelvjárásban beszélőket utánozva, amikor azok soha, így olyan szavakat hoznak létre, mint például a Köcskömét. Ez jelenség a hiperdialektizmus, ami lehet hibás elemzés eredménye, például amikor színészek próbálnak utánozni nyelvjárásokat, de előfordulhat olyankor is, amikor a nyelvjárási beszélők saját nyelvjárásuk régebbi, kellőképpen már nem ismert formáinak fölelevenítésével próbálkoznak. Megjelenhet szomszédellentét következtében is, amikor egy dialektus beszélői túláltalánosítják a saját és a szomszédos dialektus között lévő eltéréseket, hogy jelezzék a kettő elkülönülését.